# Meredith Andrews
Meredith Sooter (Andrews, nome de solteira) é uma cantora de música cristã contemporânea, nascida em 1983, Ela é líder de adoração na sua Igreja. Já ganhou dois prémios Dove.

## Vida Pessoal
Meredith cresceu em Wilson, Carolina do Norte, onde começou a cantar quando tinha seis anos de idade. Frequentou a Wilson Christian Academy, que é onde ela se formou. Mais tarde, ela frequentou a faculdade na Liberty University, na Virgínia. Embora ela tenha nascido como filha única, seus pais serviram como pais adotivos para muitas crianças, enquanto ela estava crescendo, três irmãos mais tarde foram adotados por seus pais. Meredith é casada Jacob Sooter, maio 2008, e deu à luz seu primeiro filho, um menino, Maverick Elijah Sooter, em 01 de setembro de 2010.

## Filosofia
"Eu nunca mais quero escrever músicas apenas para escrever canções. Eu sempre quero que elas se tratem de transmitir o coração de Deus para as pessoas, quer sejam pessoas que andam com o Senhor ou pessoas que não andam com o Senhor. Acho que a melhor maneira de fazer isso é fazê-la através de Sua palavra. Eu sempre quero as minhas músicas sendo infundidas com a palavra de Deus, porque as minhas palavras, são nulas. O que eu tenho de dizer ao povo que vai mudar suas vidas? Nada! Mas se isso vem do Senhor, é o que vai mudá-los. "

## Discografia
- Mesmerized (2005)
- The Invitation (2008)
- As Long As It Takes (2010)
- Worth It All (2013)

Contribuições
- Revival Songs (2009) - More Of You
- WOW Worship (Purple) (2010) - New Song We Sing
- SongDISCovery Vol, 85 (2010) - How Great Is The Love

## Tours
Ela acabou de encerrar um tour com Pocket Full of Rocks e Todd Agnew.